# Ptolemeu XIII Filopàtor
Ptolemeu XIII Filopàtor（Πτολεμαῖος) fou un aristòcrata egipci, faraó de l'antic Egipte entre el 51 aC i el 47 aC, conjuntament amb la seva germana Cleòpatra VII. El seu malnom fou Filopàtor i si bé en algunes fonts també és esmentat com Ptolemeu Dionís, probablement és un error.
Era fill de Ptolemeu XII Auletes, i el pare, un any abans de la seva mort, va associar al seu fill i a la filla Cleòpatra VII al tron i els dos es van casar. L'acord fou comunicat al senat romà que ho va acceptar i va concedir a Pompeu el títol de guardià del jove rei. L'administració va caure en mans de l'eunuc Potí a la mort del pare el 51 aC. Potí va agafar de fet la regència en nom del jove rei al que va declarar rei principal per damunt de la seva dona i germana (de més edat) Cleòpatra VII (octubre del 50 aC). Aquesta situació va fer esclatar conflictes entre Cleòpatra i Pothinus i la reina, que havia adquirit molt de poder, en fou expulsada amb la idea que Ptolemeu seria l'únic rei i Potí l'administrador.
Cleòpatra es va refugiar a Síria on va reunir un exèrcit amb el qual va envair Egipte. Mentre la seva germana Arsinoe IV havia presentat la seva reclamació al tron.
Ptolemeu va anar a trobar a les forces de Cleòpatra a Pelúsion i els dos exèrcits van acampar un enfront de l'altra. En aquell moment va arribar a Egipte Gneu Pompeu Magne (perseguit per Cèsar) i Ptolemeu i Potí van anar a entrevistar-se amb ell i van fingir que acceptaven ajudar-lo però ràpidament Pompeu fou assassinat per ordre de Potí i el general Aquil·las que esperaven guanyar-se així el favor de Cèsar, que estava a punt d'arribar.
Una mica després va arribar a Egipte Juli Cèsar i es va proposar regular els afers egipcis. Quant se li va presentar el cap de Pompeu va manifestar el seu disgust i va fer buscar el cos per donar-li un enterrament romà. Cleòpatra va deixar l'exèrcit i va accelerar el seu retorn a Alexandria, i amb els seus encants personals va aconseguir el favor de Cèsar del que va esdevenir l'amant, resultant evident que Potí i Ptolemeu serien apartats de la direcció dels país. Llavors, Potí va preparar una revolta a Alexandria contra els romans i per això va fer tornar secretament una part de l'exèrcit acampat a Pelúsion, sota la direcció d'Aquil·las. Cèsar va dictaminar que Potí seria executat i Cleòpatra tornaria al tron. Ptolemeu llavors es va aliar a Arsinoe que també tenia elements favorables a l'exèrcit egipci i romà. La revolta preparada ja per Pothinus va esclatar a mitjan desembre del 48 aC i va agafar a Cèsar per sorpresa; els romans es van fer forts a una part d'Alexandria que fou atacada per l'exèrcit i el poble sense èxit. En les lluites és possible que fos incendiada la biblioteca d'Alexandria. Els romans van capturar Ptolemeu XIII, però el van deixar anar amb la promesa que provaria de fer disminuir la violència dels enfrontaments i obtenir la seva rendició, però en lloc d'això, una vegada lliure, es va posar al front dels rebels.
L'arribada de reforços des de Pèrgam dirigits per Mitridates, va decidir la victòria de Cèsar. Ptolemeu es va enfrontar amb les forces romanes que arribaven pel costat de Síria i es va fer fort a un dels braços del riu; però l'actuació coordinada de Cèsar i Mitridates va derrotar les forces egípcies i el seu camp fou assaltat. Els partidaris de Ptolemeu XIII i Arsinoe IV van sortir de la ciutat; Ptolemeu es va ofegar al creuar el Nil el 13 de gener del 47 aC.
Cleòpatra va nomenar son germà petit Ptolemeu XIV Filopàtor com a rei associat (47–44 aC) i s'hi va casar, amb permís de Cèsar.